# Juan José Aguiar
Juan José Aguiar Silva (Montevideo, Uruguay, 18 de noviembre de 1889-ídem, 6 de enero de 1961) fue un magistrado uruguayo, miembro de la Suprema Corte de Justicia de su país entre 1940 y 1948.

## Primeros años
Nació en Montevideo el 18 de noviembre de 1889, hijo de Juan José Aguiar Pagola y de Isabel Silva Acosta.
Se graduó como abogado en la Universidad de la República en 1915.

## Agente Fiscal
En noviembre del mismo año 1915 fue designado Agente Fiscal Letrado en Rocha.
En diciembre de 1917 fue trasladado al puesto de Agente Fiscal en Minas.

## Juez Letrado
En marzo de 1919 ingresó a la magistratura judicial al ser nombrado Juez Letrado de Artigas. Un mes después fue trasladado al mismo puesto en Cerro Largo.
En junio de 1921 fue designado Juez Letrado de Soriano y en abril de 1922 fue trasladado al mismo cargo en Minas.

## Fiscal del Crimen
En diciembre de 1925 regresó al Ministerio Público al ser designado Fiscal del Crimen de Primer Turno, cargo en el que permaneció por casi 15 años.

## Otras actividades
En 1934 integró la Comisión encargada de preparar anteproyectos de Código de Procedimiento Penal y de organización de los Tribunales penales.
Al año siguiente se lo designó para integrar la Comisión Honoraria con el cometido de indicar reformas en el Código Penal sancionado en 1933, y en 1936 también fue nombrado integrante de una Comisión revisora de proyectos de Código de Organización de los Tribunales Penales y de Procedimiento Penal, cargos a los que renunció en 1938.

## Suprema Corte de Justicia
El 16 de octubre de 1940 la Asamblea General, por mayoría de 75 votos sobre 101 legisladores presentes, lo eligió como ministro de la Suprema Corte de Justicia para ocupar la vacante dejada por el retiro de Juan Aguirre González.
Fue uno de los pocos casos en la historia de la Suprema Corte de Justicia en que ingresara un magistrado a la misma desde fuera de la carrera judicial, si bien, en el caso de Aguiar, este pertenecía al Ministerio Público y había ocupado cargos en el Poder Judicial con anterioridad. A su vez, con 50 años al momento de su designación, fue el juez más joven en incorporarse a dicho tribunal desde Abel Pinto en 1914.
Ocupó la Presidencia de la Corte en los años 1944 (a partir de setiembre), y 1945 (a partir de junio), en ambos casos por su condición de ministro más antiguo y ante los ceses de Julio Guani y Amaro Carve Urioste respectivamente.
Si bien estaba en condiciones de ocupar su cargo por la totalidad del plazo de 10 años establecido por la Constitución, es decir, hasta 1950, optó por retirarse en 1948.
Las vacantes producidas por su cese y el de Juan M. Minelli fueron ocupadas en 1949 por Álvaro Macedo y Bolívar Baliñas.

## Vida personal y fallecimiento
Contrajo matrimonio a fines de 1919 con Martha Horne Fynn, quien lo sobrevivió y con quien tuvo varios hijos, entre ellos, Martha Lorenza Eugenia (1923), Manuel Alejandro (1924), José Luis (1926) y Adela Isabel Aguiar Horne (1930).
Juan José Aguiar falleció el 6 de enero de 1961, a los 71 años.